# Свадьба принца Чарльза и Дианы Спенсер
Свадьба Чарльза, принца Уэльского и леди Дианы Фрэнсис Спенсер состоялась 29 июля 1981 года в соборе Святого Павла, в Лондоне, Великобритания. Жених на тот момент был наследником британского престола и стран Содружества, невеста происходила из древнего аристократического рода Спенсеров. Их брак был представлен как «сказочная свадьба» и «свадьба века». За прямым эфиром на экранах телевизоров следило, по оценкам специалистов, порядка 750 миллионов человек. Из собора молодожёны направились в Букингемский дворец, где прошёл свадебный ужин на 120 персон. В самой Великобритании этот день был объявлен национальным праздником.
Свадьба Дианы и Чарльза стала самой дорогой свадьбой в истории Великобритании. Она обошлась казне в 2,859 миллиона фунтов стерлингов. Чарльз и Диана расстались в 1992 году, а в 1996 году последовал официальный развод.

## Помолвка
Чарльз, принц Уэльский, познакомился с леди Дианой Спенсер в 1977 году, когда он встречался с её старшей сестрой, леди Сарой. Интерес к Диане как к потенциальной невесте он проявил в 1980 году. Чарльз пригласил её на выходные в Каус, на борт королевской яхты Британия, а затем последовало приглашение в замок Балморал, шотландскую летнюю резиденцию Виндзоров, чтобы познакомить со своей семьёй. Диана была хорошо принята королевой Елизаветой II, герцогом Эдинбургским и королевой-матерью. После у пары было несколько свиданий в Лондоне. Диана и Чарльз были вместе в течение примерно полугода, когда он сделал ей предложение 3 февраля 1981 года в детской Виндзорского замка. Он знал, что она планировала отпуск на следующей неделе, и надеялся, что она использует это время для того, чтобы обдумать его предложение. Диана приняла предложение, но их помолвка держалась в секрете ещё несколько недель.
О помолвке было официально объявлено 24 февраля 1981 года, и пара дала эксклюзивное интервью. Диана выбрала помолвочное кольцо, стоимость которого составляла 30 тысяч фунтов, созданное ювелирной компанией Garrard & Co. Оно было изготовлено из белого золота с цейлонским синим сапфиром в 12 карат, окружённым 14 бриллиантами. В 2010 году старший сын Чарльза и Дианы, принц Уильям, подарил это кольцо своей невесте Кэтрин Миддлтон в честь их помолвки. Было сделано огромное количество копий кольца в разных ювелирных магазинах.

## Свадьба
На свадьбе в соборе Святого Павла присутствовало 3500 человек. Свадьба была проведена не в Вестминстерском аббатстве, потому что собор Святого Павла мог вместить больше гостей, и потому что расположение собора позволяло организовать более длительное шествие по улицам Лондона. Служба была проведена традиционно, в соответствии с канонами Церкви Англии. 
В десять часов утра свадебная процессия двинулась по улицам Лондона. Первыми проехали кареты с королевой Елизаветой, герцогом Эдинбургским и членами королевской семьи. Затем настала очередь жениха. На принце Чарльзе была парадная форма офицера морского флота, с ним ехал его брат принц Эндрю. Леди Диана вместе с отцом, графом Спенсером, прибыли в собор в Стеклянной карете почти вовремя к началу церемонии, состоявшейся в 11:20 по британскому летнему времени; невесту сопровождали шестеро офицеров верхом. В шествии приняли участие полки из стран Содружества, в том числе Королевский полк Канады. На процессии было 4000 полицейских и 2200 офицеров для управления толпой.
Граф Спенсер с дочерью прошествовали к алтарю под звуки гимна Trumpet Voluntary авторства Джеремайи Кларка. Церемонию венчания проводил архиепископ Кентерберийский Роберт Ранси. Ответы жениха и невесты — «я согласен» и «я согласна», усиленные динамиками, раздались далеко за пределами собора. От волнения Диана, выговаривая имена будущего мужа, перепутала их последовательность и вместо Чарльз Филипп Артур Джордж произнесла Филипп Чарльз Артур Джордж. В своей клятве она также пропустила обещание «повиноваться» ему. Это слово было исключено из традиционной клятвы по просьбе пары, и в то время это стало сенсацией. Чарльз, в свою очередь, вместо того чтобы сказать, как следовало: «обещаю разделить с тобою все, что мне принадлежит», сказал: «обещаю разделить с тобою все, что тебе принадлежит». По традиции обручальные кольца для Чарльза и Дианы были изготовлены из валлийского золота, добытого в шахте Клогай в северном Уэльсе. Эта традиция использования валлийского золота для обручальных колец королевской семьи существует с 1923 года.

## Одежда
Свадебное платье Дианы, оцениваемое в 9 тысяч фунтов (£ 33 884 на 2018 год), было разработано дизайнерами Дэвидом и Элизабет Эмануэль в соответствии с пожеланиями невесты. Оно было сшито из шёлковой тафты цвета слоновой кости и украшено кружевами, ручной вышивкой, пайетками и десятью тысячами жемчужин. Платье имело 25-футовый (7,6 м) шлейф из тафты цвета слоновой кости, отороченный старинными кружевами. Поверх фаты из шёлкового тюля была надета фамильная тиара Спенсеров. Туфли Дианы из шёлка цвета слоновой кости были расшиты пайетками и жемчугом.
По обычаю добавлять к наряду невесты «что-то старое, что-то новое, что-то взятое взаймы, что-то синее», старинные каррикмакросские кружева на платье Дианы были «чем-то старым», вшитый в корсаж синий бантик — «чем-то синим», а тиара Спенсеров и бриллиантовые серьги, принадлежавшие матери Дианы — «чем-то взятым взаймы». По приказу королевы для невесты было подготовлено два похожих букета из «гардений, стефанотиса, орхидей, ландышей, роз, фрезии, вероники, плюща, мирта и традесканции».
«Спорное» «запасное» свадебное платье принцессы было продано в 2005 году на аукционе за £ 100,000, в два раза дороже его первоначальной стоимости. Платье было продано неизвестному коллекционеру по телефону на аукционе Cooper Owen в Лондоне. На самом деле была продана копия этого платья, оригинал хранится в музее мадам Тюссо. Дизайнер этого платья, Дэвид Эмануэль, настаивал на том, чтобы принцесса Диана никогда не носила это альтернативное платье. Существует только одно оригинальное платье, и оно находится на своём законном месте в Althorp под присмотром брата графа Дианы Спенсер.
История копии такова: Диана выбрала платье, но перед свадьбой похудела. Платье вернули в мастерскую с просьбой ушить, однако мастера решили сшить его заново. А распоротое платье так и лежало в пакете долгое время. Дизайнер добавил, что он надеялся, что покупатель этого платья полностью осознавал его статус.
Чарльз надел свою парадную форму морского командира.

## Сопровождающие
Свиту жениха и невесты составляли семь человек. Мальчики-пажи — лорд Николас Виндзор (11 лет), сын герцога и герцогини Кентских, и Эдвард ван Катсем (8 лет), оба крестники принца Уэльского. Подружками невесты были леди Сара Армстронг-Джонс (17 лет), дочь графа Сноудона и принцессы Маргарет, Индия Хикс (13 лет), внучка графа Луиса Маунтбеттена, Кэтрин Кэмерон (6 лет), дочь Дональда и леди Сесиль Кэмерон, внучка маркиза Лотиана, Сара-Джейн Гейзили (11 лет), дочь Ника Гейзили, и Клементина Хамбро (5 лет), дочь Руперта Хамбро и достопочтенной госпожи Хамбро (ныне графини Пилл), внучка лорда и леди Сомс и правнучка сэра Уинстона Черчилля. Жениха в качестве шаферов сопровождали его младшие братья — принц Эндрю (21 год) и принц Эдвард (17 лет).

## Приём
После церемонии пара отправилась в Букингемский дворец на обед на 120 персон. Появившись на балконе, Диана и Чарльз поцеловались для толпы ниже.
Эта пара имела 27 свадебных тортов наряду с главным свадебным тортом, предоставленных Вооружёнными Морскими Силами. Дэвид Эвери, глава пекарен в кулинарной школе Королевского военно-морского флота испёк эти торты. Это заняло у него 14 недель, а нижний слой главного занял 12 часов. Они сделали 2 одинаковых торта, в случае, если один был бы повреждён при транспортировке. Один торт повредили и его разделили между работниками военно-морской кухни. Каждый получил 2 куска, один для себя и один для своей матери. Эвери так и не попробовал конечный результат. Другой свадебный торт был создан бельгийским кондитером S.G., который был известен как «пекарь для королей».
После этого они насладились тостами и свадебным завтраком со 120 гостями семьи. Флаг «Новобрачные» был прикреплён к ландо принца Андрея, и Эдуард поднял его, улыбаясь, когда супруги проезжали по Вестминстерскому мосту, чтобы добраться поездом от станции Ватерлоо Ромсей в графстве Хэмпшир, чтобы начать свой медовый месяц.

## Королевские гости

### Представители правящих монархий
- король и королева Бельгии Бодуэн и Фабиола;
- королева Дании Маргрете II и принц-консорт Хенрик Датский;
- наследный принц Иордании Хасан и принцесса Сарват аль-Хасан;
- королева Лесото Мамохато (представитель короля Лесото Мошвешве II);
- князь и княгиня Лихтенштейнские Франц Иосиф II и Георгина;
- наследный принц Лихтенштейна Ханс-Адам с супругой, принцессой Мари;
- великий герцог Люксембурга Жан и великая герцогиня Жозефина Шарлотта Люксембургская;
- княгиня Монако Грейс с сыном, наследным принцем Монако Альбером;
- принц Непала Гьянендра с супругой, принцессой Комал (представители короля Непала Бирендры);
- королева Нидерландов Беатрикс с супругом, принцем-консортом Клаусом;
- король Норвегии Улаф V;
- кронпринц и кронпринцесса Норвегии Харальд и Соня;
- вождь государства Самоа Малиетоа Танумафили II Сусуга;
- принцесса Таиланда Маха Чакри Сириндхорн (представитель короля Таиланда Рамы IX);
- король и королева Тонга Тауфа’ахау Тупоу IV и Халаэвалу Матаахо;
- король и королева Швеции Карл XVI Густав и Сильвия;
- наследный принц Японии Акихито с супругой, принцессой Митико.

### Монархи в изгнании
- Ага Хан IV и принцесса Салима Ага-хан;
- принц Людвиг и принцесса Марианна Баденские (Людвиг — двоюродный брат принца Чарльза, сын Бертольда, маркграфа Баденского, и принцессы Греции и Дании Теодоры (1906—1969), тётки принца Чарльза, сестры принца Филиппа, герцога Эдинбургского)
- царь и царица Болгарии (в изгнании — Симеон Саксен-Кобург-Гота и Маргарита Гомес-Эйсебио, в девичестве Седжела)
- король Греции (в изгнании — Константин II, троюродный брат принца Чарльза)
  - Его Королевское Высочество Павел, наследный принц Греческий
  - Его Королевское Высочество Николай, принц Греции и Дании
  - Её Королевское Высочество Алексия, принцесса Греции и Дании
- принц Георг Вильгельм Ганноверский и принцесса София (тётка принца Чарльза, сестра принца Филиппа, герцога Эдинбургского);
  - Его Королевское Высочество принц Георг Ганноверский (двоюродный брат принца Чарльза, сын принцессы Греции и Дании Софии)
  - принц Карл Адольф Гессенский и его жена принцесса Ивонн (Карл Гессенский — двоюродный брат принца Чарльза, сын принцессы Греции и Дании Софии от первого брака с принцем Кристофом Гессенским)
- принцесса Марина цу Виндиш-Грец
- Её Королевское Высочество принцесса Гессен и Рейн
- князь Крафт и принцесса Шарлотта цу Гогенлоэ-Лангенбург (принц Гогенлоэ-Лангенбург, двоюродный брат принца Чарльза, муж принцессы Шарлотты фон Крой, сын Готфрида, принца Гогенлоэ-Лангенбург и принцессы Греции и Дании Маргариты, тёти принца Чарльза, сестры принца Филиппа, герцога Эдинбургского)
- принц Андреас и принцесса Луиза цу Гогенлоэ-Лангенбург (принц Гогенлоэ-Лангенбург, двоюродный брат принца Чарльза, муж принцессы Луизы фон Шётбург-Вальденбург, сын Готфрида, принца Гогенлоэ-Лангенбург, и принцессы Греции и Дании Маргариты, тёти принца Чарльза, сестры принца Филиппа, герцога Эдинбургского)
- принц Альбрехт и принцесса Мария-Хилдегард цу Гогенлоэ-Лангенбург (князь Альбрехт Гогенлоэ-Лангенбург, двоюродный брат принца Чарльза, муж Марии-Хилдегард Фишер, сын Готфрида, принца Гогенлоэ-Лангенбург и принцессы Греции и Дании Маргариты, тёти принца Чарльза, сестры принца Филиппа, герцога Эдинбургского)
- принцесса Беатрикс цу Гогенлоэ-Лангенбург (двоюродная сестра принца Чарльза, дочь Готфрида, князя Гогенлоэ-Лангенбург и принцессы Греции и Дании Маргариты, тёти принца Чарльза, сестры принца Филиппа, герцога Эдинбургского)
- король и королева Румынии (в изгнании — Михай и королева Анна)
- принцесса Маргарет и г-н Джон Амблер (принцесса Маргарета, г-жа Амблер)
- Его Королевское Высочество наследный принц Югославии (в изгнании — Александр, принц-наследник Югославии)
- князь Томислав Югославский и принцесса Маргарита Югославская (принцесса Маргарита Баден, двоюродная сестра принца Чарльза, жена князя Томислава, дочь Бертольда, маркграфа Баден и принцессы Греции и Дании Теодора, тёти принца Чарльза, сестра Принца Филиппа, герцога Эдинбургского)
- Его Королевское Высочество принц Никола Югославский (князь Никола) (сын князя Томислава и принцессы Маргариты Баден, двоюродной сестры принца Чарльза, жены князя Томислава, дочь Бертольда, маркграфа Баден и Принцессы Греции и Дании Теодора, тёти принца Чарльза, сестра принца Филиппа, герцога Эдинбургского)
- Её Королевское Высочество принцесса Югославии Катарина (дочь князя Томислава и принцессы Маргариты Баден, двоюродной сестры принца Чарльза, жены князя Томислава, дочь Бертольда, маркграфа Баден и Принцессы Греции и Дании Теодора, тёти принца Чарльза, сестра принца Филиппа, герцога Эдинбургского)
- Его Королевское Высочество принц Югославии Христофор (сын князя Югославии Андрея и принцессы Кристины Гессен, двоюродной сестры принца Чарльза, бывшей жены принца Югославии Эндрю, в настоящее время жена Роберта Ван Эйк, дочь князя Кристофома Гессена и принцессы Греции и Дании Софии, тёти принца Чарльза, сестра герцога Эдинбургского)
- Её Королевское Высочество принцесса Югославии Мария Татьяна (дочь князя Югославии Андрея и принцессы Кристины Гессен, двоюродной сестры принца Чарльза, бывшей жены принца Югославии Эндрю, в настоящее время жена Роберта Ван Эйк, дочь князя Кристофома Гессена и принцессы Греции и Дании Софии, тёти принца Чарльза, сестра герцога Эдинбургского).
- Её Королевское Высочество принцесса Югославии Ольга (княгиня Греции и Дании Ольга — вдова князя Югославии Павла, двоюродного брата герцога Эдинбургского).
- князь Югославии Александр и его вторая жена княгиня Лихтенштейна Барбара (князь Александр, троюродный брат принца Чарльза, муж княгини Лихтенштейна Барбары, сын князя Югославии Павла и княгини Греции и Дании Ольги, двоюродной сестры герцога Эдинбургского).
- Её Королевское Высочество принцесса Югославии Елизавета (двоюродная сестра принца Чарльза, дочь князя Югославии Павла и княгини Греции и Дании Ольги, двоюродной сестры герцога Эдинбургского).

## Медовый месяц
Пара отправилась со станции Ватерлоо в британском Королевском поезде в поместье Бродлендс, где ещё родители принца Чарльза провели первую брачную ночь в 1947 году. Затем они вылетели в Гибралтар, где сели на королевскую яхту «Британия» и отправились в 11-дневный круиз по Средиземноморью, посетив Тунис, Сардинию, Грецию и Египет. Затем они вылетели в Шотландию, где остальная часть королевской семьи собралась в замке Балморал, и провели время в охотничьем домике в поместье, во время которого прессе было разрешено фотографировать новобрачных.